# جايسون برادبري
جايسون برادبري (بالإنجليزية: Jason Bradbury)‏ هو مقدم تلفزيوني بريطاني، ولد في 10 أبريل 1969 في برمنغهام في المملكة المتحدة.

## وصلات خارجية
- الموقع الرسمي
- جايسون برادبري على موقع IMDb (الإنجليزية)
- جايسون برادبري على موقع قاعدة بيانات الفيلم (الإنجليزية)